# Зигфрид I (князь Ангальт-Кётена)
Зигфрид I (нем. Siegfried I.; умер после 25 марта 1298) — князь Ангальт-Кётена с 1251/1252 года, родоначальник старшей Ангальт-Кётенской ветви Асканиев. Между 1275 и 1281 годами удалился в монастырь, оставив управление княжеством своему старшему сыну.

## Происхождение
Зигфрид происходил из Ангальтской ветви аристократического рода Асканиев. Его отец, Генрих I, старший из сыновей саксонского герцога Бернхарда III, управлял родовыми владениями Асканиев, получившими название княжества Ангальт, включавшие земли в Нижнем Гарце и в долине рек Зале, Мульде и Эльбы.
Генрих был женат на Ирмгарде (около 1197 — около 1244), дочери тюрингского ландграфа Германа I. В этом браке родилось минимум 9 детей.

## Биография

Ангальт-Бернбург и другие части Ангальтского княжества в середине XIII века

Генрих Ангальтский умер между 8 мая 1251 года и 17 мая 1252 года. Из семи его сыновей четверо младших избрали духовную карьеру. Трое же старших разделили отцовские владения, став родоначальниками трёх ветвей. Старший, Генрих II, получил восточную часть земель — Ангальт-Ашерслебен, второй, Бернхард I, — центральную часть, получившие название Ангальт-Бернбург, третий, Зигфрид I, — восточную часть с городами Дессау, Кётен, Косвиг и Рослау, получившую название княжества Ангальт-Кётен, в состав которого в этот период входили части будущих княжество Ангальт-Дессау и Ангальт-Цербста.
Во время войны за Тюрингское наследство Зигфрид предъявил свои права как сын Ирмгарды Тюрингской и захватил Саксонское пфальцграфство. Однако позже он отказался от своих прав в пользу Веттинов, получив от них компенсацию.
В 1273 году Зигфрид был одним из кандидатов на королевский престол, однако проиграл выборы Рудольфу I Габсбургу.
Зигфрид был женат на Катарине, дочери ярла Биргера Магнуссона, регента Швеции. Между 1275 и 1281 годами он удалился в монастырь, оставив княжество своему старшему сыну Альбрехту I, который в последние годы был его соправителем. Младшие же сыновья избрали духовную карьеру.
Основанная Зигфридом ветвь Асканиев получила название старшей Ангальт-Кёттенской. В некоторых источниках её называют старшей Ангальт-Кёттен-Цербстской — по городу Цербст, который вместе с окрестными владениям вошёл в состав Ангальт-Кёттена в 1307 году.

## Брак и дети
Жена: ранее 17 октября 1259 года Катарина (Екатерина) Биргерсдоттир дочь ярла Биргера Магнуссона, регента Швеции, и шведской принцессы Ингеборги Эриксдоттер. Дети:
- Альбрехт I (умер 1316), князь Ангальт-Кёттена с 1275/1281 года[3].
- Генрих (умер 13 декабря 1340/28 марта 1341), священник[3].
- Зигфрид (умер после 25 февраля 1317), священник[3].
- Герман (умер после 25 февраля 1317), рыцарь Тевтонского ордена[3].
- Агнесса (умерла после 17 августа 1316), монахиня, затем аббатиса в монастыре в Косвиге[3].
- Гедвига (умерла после 11 апреля 1317), монахиня, затем аббатиса в монастыре в Косвиге[3].
- Елизавета (умерла после 17 августа 1316), монахиня в монастыре в Косвиге[3].
- Юдит (умерла после 17 августа 1316), монахиня в монастыре в Косвиге[3].
- Констанца (умерла после 17 августа 1316), монахиня в монастыре в Косвиге[3].
- София (умерла после января 1290); муж: Людвиг фон Хекеборн (умер 5 октября 1298)[3].